# Carl Fredric Georg Swedman
Carl Fredric Georg Swedman var en svensk tecknare verksam under första hälften av 1800-talet.
Swedman var elev vid Konstakademien i Stockholm där han belönades med en jetong i principskolan för en figurteckning 1818 och en jetong i antikskolan 1820 samt med den Meyerska Medaillen 1821.  